# Taco Bay
Taco Marianus Christian Bay (* 22. September 1933 in Beatenberg; † 5. August 2011 in Überlingen) war der vierte Erzoberlenker der Christengemeinschaft.

## Leben und Wirken
Taco Bay absolvierte in Großbritannien Ausbildungen zum Sonderschullehrer und in Heilpädagogik. Im Jahr 1962 wurde er in London zu einem Priester der Christengemeinschaft geweiht, in der er ab dem Jahr 1974 zuerst in den Niederlanden und später in Baden-Württemberg leitende Funktionen bekleidete. 1986 folgte er als erster nicht mehr dem Kreis der Gründer angehörender Erzoberlenker seinem Vorgänger Rudolf Frieling in das höchste Amt seiner Religionsgemeinschaft nach.
Hatten seine Vorgänger Frieling, Emil Bock und Friedrich Rittelmeyer besonders durch das geschriebene Wort gewirkt, legte Taco Bay den größeren Wert auf die unmittelbare persönliche Begegnung: Sein Wirken „spiegelte die wachsende Weltweite der Christengemeinschaft wider. So vollzog Taco Bay Priesterweihen in englischer, holländischer, französischer und deutscher Sprache. Wichtig wurde ihm, dass die verschiedenen Regionen der Christengemeinschaft bis in die Finanzverhältnisse hinein geschwisterlich zusammenwirken sollten. Unter seiner Leitung wurde es zudem möglich, dass die Ausbildung zum Priester mittlerweile in drei Seminaren stattfinden kann: in Chicago (jetzt Spring Valley), Hamburg und Stuttgart.“ Sein Nachfolger im Amt des Erzoberlenkers wurde Vicke von Behr-Negendanck. Taco Bay ist neben seiner Frau Ita Bay, die ebenfalls Priesterin in der Christengemeinschaft war, auf dem Lehenhof im Deggenhausertal bestattet. Das Grabmal wurde von Bildhauerin Daniela Einsdorf gestaltet.

## Werke (Auswahl)
- Medizin an der Schwelle, Vlg. am Goetheanum, Dornach 1993 (mit Michaela Glöckler) (ISBN 978-3-7235-0678-3)
- Meditative Gebete für die heutige Zeit. / Adam Bittleston. Deutsch von Markus Wülfing. Mit einem Nachwort von Taco Bay. Stuttgart: Verlag Freies Geistesleben 1994 (ISBN 978-3-7725-1067-0)